# Omaha Mavericks

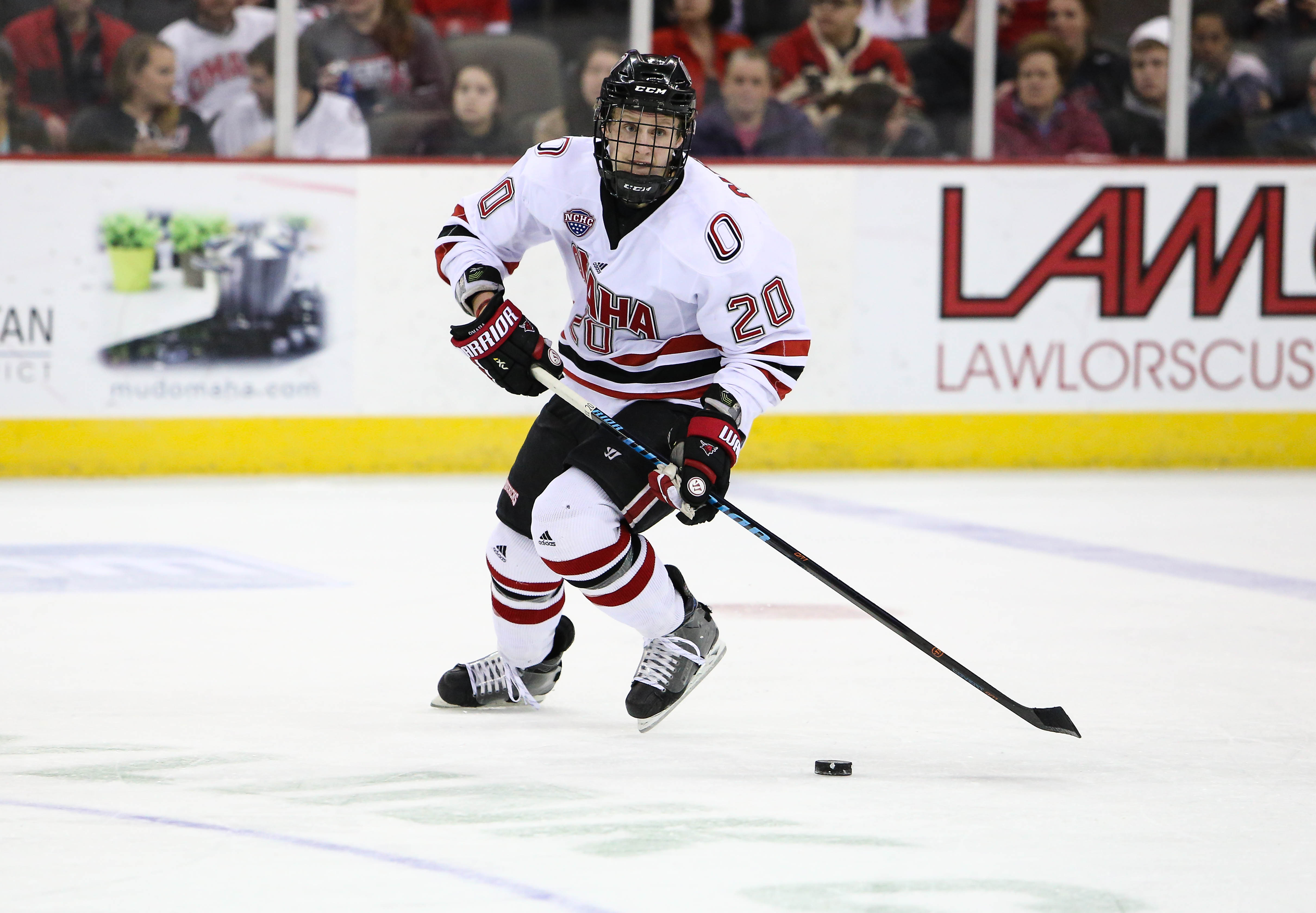
Jake Guentzel.

Omaha Mavericks är en idrottsförening tillhörande University of Nebraska Omaha och har som uppgift att ansvara för universitetets idrottsutövning.

## Idrotter
Mavericks deltager i följande idrotter:
| Herrar - Baseboll - Basket - Fotboll - Golf - Ishockey - Tennis | Damer - Basket - Fotboll - Friidrott - Golf - Simning - Simhopp - Softboll - Tennis - Terränglöpning - Volleyboll |

## Idrottsutövare

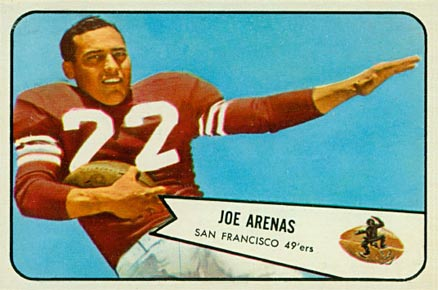
Joe Arenas.

| Amerikansk fotboll - Joe Arenas Ishockey - Josh Archibald - Dan Ellis - Jake Guentzel - Victor Mancini - Jaycob Megna - Jayson Megna | - Mason Morelli - Ty Mueller - Scott Parse - Brandon Scanlin - Nick Seeler - Anthony Stolarz - Andrej Šustr - Taylor Ward - Greg Zanon |